# NGC 4785
NGC 4785 é uma galáxia espiral (Sb) localizada na direcção da constelação de Centaurus. Possui uma declinação de -48° 44' 59" e uma ascensão recta de 12 horas, 53 minutos e 27,1 segundos.
A galáxia NGC 4785 foi descoberta em 1 de Março de 1835 por John Herschel.